# 食は知恵なり
『食は知恵なり〜自然のちから〜』（しょくはちえなり しぜんのちから）は、日本テレビ、BS日テレ、中京テレビで2005年4月4日から2011年3月27日まで放送されていたミニ番組である。

## 概要
食に関するちょっとした歴史や謎、「なるほど!」というマメ知識から食卓に応用できるテーマまで、食に関する知恵を分りやすく紹介。スポンサーは明治乳業（現：株式会社明治）の一社提供。
日本テレビでの放送100回を記念して、2007年3月26日に『食は知恵なり〜自然のちから〜身近にある「食」に秘められた知恵や工夫の奥深い魅力を探る』(ISBN 482039987X)が刊行された。

## ナレーター
※いずれも放送当時日本テレビアナウンサー。
| 代    | アナウンサー | 担当期間                                | 備考 |
| ----- | ------------ | --------------------------------------- | --- |
| 初代  | 宮崎宣子     | 2005年4月（放送開始）から 2009年5月まで | 2006年8月14日「冷や汁」、 2007年3月12日「100回スペシャル」、 2008年4月6日「ショートケーキ」、 2008年5月11日「ミルフィーユ」の回に出演もしている。 |
| 2代目 | 脊山麻理子   | 2009年6月から12月まで                   | |
| 3代目 | 松尾英里子   | 2010年1月から 2011年3月（放送終了）まで | |

## 監修
- 小泉武夫（東京農業大学）

## ネット局・放送時間
| 放送期間                                                            | 放送局     | 放送時間（番組終了時） | 対象地域   | 備考                                             |
| ------------------------------------------------------------------- | ---------- | ---------------------- | ---------- | ------------------------------------------------ |
| 2005年4月4日 - 2011年3月27日                                        | 日本テレビ | 日曜日17:25 - 17:30    | 関東広域圏 | 制作局 2008年3月31日までは、月曜 21:54 - 22:00   |
| 2005年4月 - 2011年3月28日                                           | BS日テレ   | 月曜日20:54 - 21:00    | 日本全域   | ◆年◆月 - 2008年3月27日は、木曜 20:54 - 21:00     |
| 2007年4月 - 2011年3月26日                                           | 中京テレビ | 土曜日17:25 - 17:30    | 中京広域圏 | 2007年4月 - 2009年12月27日は、日曜 11:25 - 11:30 |
| 日曜昼放送の場合、『24時間テレビ 「愛は地球を救う」』放送日は休止。 |            |                        |            |                                                  |

## 補足
- 日本テレビの移動前の日曜17:25 - 17:30枠は、新聞などでは「ガイド」と明記され、内容は一般CMや番組宣伝をする枠だった。これは『笑点』が17:20開始時代から存在していた（当時は17:15 - 17:20）。
- 放送終了2週前の2011年3月13日は東日本大震災の報道特別番組のため休止し、3月20日より再開。なお最終2週は提供クレジットを自粛した上、東日本大震災の被災地・被災者へのお見舞いと早期復興の願いを込めたメッセージCMを番組内で放送した。